# Santuario dell'Imam Reza
Il Santuario dell'Imām Reżā (in persiano حرم امام رضا‎, Ḥaram Imām Reżā) a Mashhad è un complesso di edifici religiosi che ospita il mausoleo dell'Imām ʿAlī al-Riḍā (Imām Reżā), l'ottava guida spirituale dei duodecimani sciiti. 
È la più grande moschea del mondo quanto a superficie. All'interno del complesso sono anche presenti la Moschea Goharshad, due musei, una biblioteca, quattro madrase, un cimitero, l'Università di Scienze Islamiche Razavi, una sala da pranzo per i pellegrini, vaste sale di preghiera e altri edifici.
Il complesso è un importante centro turistico in Iran ed è stato descritto come "il cuore degli sciiti iraniani" con 25 milioni di sciiti iraniani e non iraniani che visitano il santuario ogni anno, secondo una stima del 2007. Il complesso è gestito dalla Fondazione Astan Quds Razavi guidata da Ahmad Marvi, un importante chierico iraniano.
Il santuario stesso copre un'area di 267.079 m2 mentre i sette cortili che lo circondano coprono un'area di 331.578 m2, per un totale di 598.657 m2.
Ogni anno la cerimonia della radura della polvere viene celebrata nel santuario dell'Imam Reżā.

## Significato religioso
Fonti sciite citano diversi ḥadīth degli imam sciiti e del profeta Maometto che sottolineano l'importanza del pellegrinaggio al santuario. Un ḥadīth del Profeta Maometto recita:

## Storia

### Primi anni
Dār al-Imāra (residenza reale) o giardino di Ḥumayd ibn Qaḥṭaba al-Ṭāʾī era una fortezza nel villaggio di Sanābādh. Risaliva all'era precedente al periodo islamico. Si trovava al bivio di Sanābādh, Nishapur, Sarakhs, Ṭūs e Radkan. In effetti, questa fortezza era un posto per le guardie di frontiera che si occupavano della sicurezza di queste strade e regioni. Dopo la morte, Hārūn al-Rashīd fu sepolto in questo luogo. A causa di questo evento storico, la Dār al-Imāra era nota come mausoleo di Hārūn al-Rashīd (o Hārūniyye). L'edificio interno originale della Dār al-Imāra era in origine un tempio usato dagli zoroastriani per il culto del loro dio. Questo edificio fu demolito per ordine di al-Maʾmūn e poi ricostruito secondo l'architettura dominente nel Grande Khorasan. Quattro muri semplici e corti, coperti da una cupola a bassa pendenza, furono costruiti attorno all'edificio. Successivamente, il nome del mausoleo (Hārūniyye) fu cambiato e conosciuto come Mashhad al-Riḍā, prendendo il nome del sacro Imam. Mashhad significa letteralmente luogo in cui è stato sepolto un martire (shahīd).

### Martirio di ʿAli al-Reżā

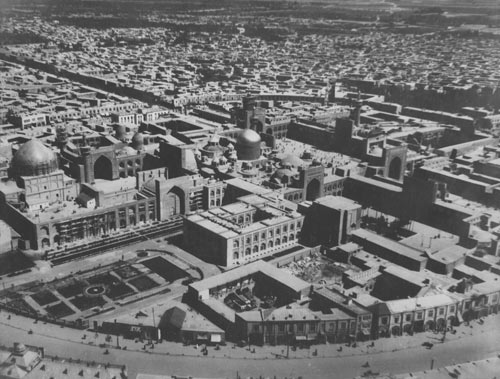
Santuario dell'Imam Reżā prima dello sviluppo urbano

Nell'818, l'Imam ʿAli al-Reżā fu probabilmente assassinato dal califfo abbaside al-Maʾmūn, mentre viaggiavano per una spedizione militare che intendeva stroncare una rivolta e fu inumato accanto alla tomba del padre di al-Ma'mun, Hārūn al-Rashīd (regnante dal 786-809). Dopo questo evento, il luogo fu chiamato Mashhad al-Reżā ("luogo del martirio di al-Riḍā/Reżā"). Sciiti e sunniti iniziarono a visitare la sua tomba in pellegrinaggio. Alla fine del IX secolo fu costruita una cupola sulla tomba e molti edifici e bazar sorsero attorno ad essa. Nei successivi mille anni, il complesso fu devastato e ricostruito più volte.
Il celebre viaggiatore musulmano Ibn Baṭṭūṭa visitò Mashhad nel 1333 e riferì che era: "... una grande città con abbondanti alberi da frutto, ruscelli e mulini. Una grande cupola di elegante costruzione sormonta il nobile mausoleo, le cui pareti sono decorate con piastrelle colorate. Di fronte alla tomba dell'Imam c'è la tomba del califfo Hārūn al-Rashīd, che è sormontata da una piattaforma con candelieri.

### Era dei Ghaznavidi
Alla fine del III secolo del calendario islamico, fu costruita una cupola sulla tomba dell'Imam Reżā e molti edifici e bazar sorsero attorno al santuario. Nel 993/383 A.H., Sebuktigin, il sultano dei Ghaznavidi, devastò Mashhad e impedì ai pellegrini di visitare il santuario dell'Imām Reżā. Ma nel 1009/400 A.H., Maḥmūd di Ghazna (nato nel 971, e governante 998-1030) iniziò l'espansione e il rinnovamento del santuario e costruì molte fortificazioni intorno alla città.

### Era selgiuchide

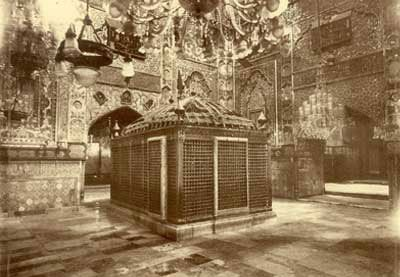
Un'immagine dal secondo santuario

Sultan Sanjar (n. 1086, regnante 1097-1157), ultimo sultano della dinastia selgiuchide, dopo la miracolosa guarigione di suo figlio nel santuario dell'Imam Reżā, restraurò il santuario e aggiunse nuove costruzioni all'interno dei suoi recinti. Al tempo del sultano selgiuchide Sanjar, dopo che Sharaf al-Dīn Abū Ṭāhir b. Saʿd b. ʿAli Qummī aveva riparato il santuario, fu avviata la costruzione di una cupola. Nel 1215/612 A.H., come confermato dalle iscrizioni su alcune piastrelle, ʿAlāʾ al-Dīn della dinastia corasmia del Khwarezm Shah eseguì lavori di ristrutturazione nel santuario.

### Invasione mongola
Durante il dominio dei Khwarezm Shah, il santuario Razavi (ossia di ʿAli al-Reżā) fu assai venerato e al suo interno furono realizzati alcuni restauri e ripistini e nuove decorazioni. Nel 1215/612 A.H. vennero realizzate due importanti iscrizioni a rilievo in stile calligrafico Thuluth (una calligrafia che sviluppava in verticale i caratteri), con piastrelle quadrate, fissate su entrambi i lati dell'ingresso del santuario, accanto al portico della Dār al-Ḥuffāẓ - nelle quali erano scritti i nomi e la discendenza dell'Imam Reżā dall'Imām ʿAlī in poi. Alcune altre iscrizioni e tre miḥrāb risalenti a quest'epoca sono ancora visibili. Durante l'invasione mongola nel 1220/617 A.H., il Grande Khorasan fu saccheggiato dai guerrieri invasori e i sopravvissuti a questo massacro si rifugiarono a Mashhad e si stabilirono attorno al sacro santuario. Il sultano Muhammad Khudabandeh Oljeitu (nato nel 1282), sovrano mongolo dell'Iran, si convertì allo sciismo e governò l'Iran nel periodo 1304–1316, rinnovando nuovamente il santuario su vasta scala.

### Era timuride
La gloriosa fase di Mashhad iniziò durante il regno di Shahrukh Mirza (1405-1447), figlio di Tamerlano, e raggiunse il suo apice durante il regno degli scià Safavidi che governarono l'Iran dal 1501 al 1736. Shahrukh Mirza, la cui capitale era Herat, visitava regolarmente Mashhad per il pellegrinaggio al santuario dell'Imam Reżā. Nel XV secolo, durante il suo regno Mashhad divenne una delle principali città del regno. Nel 1418, sua moglie, l'Imperatrice Goharshad, finanziò la costruzione di un'eccezionale moschea accanto al santuario, nota come la Moschea Goharshad.

### Era safavide

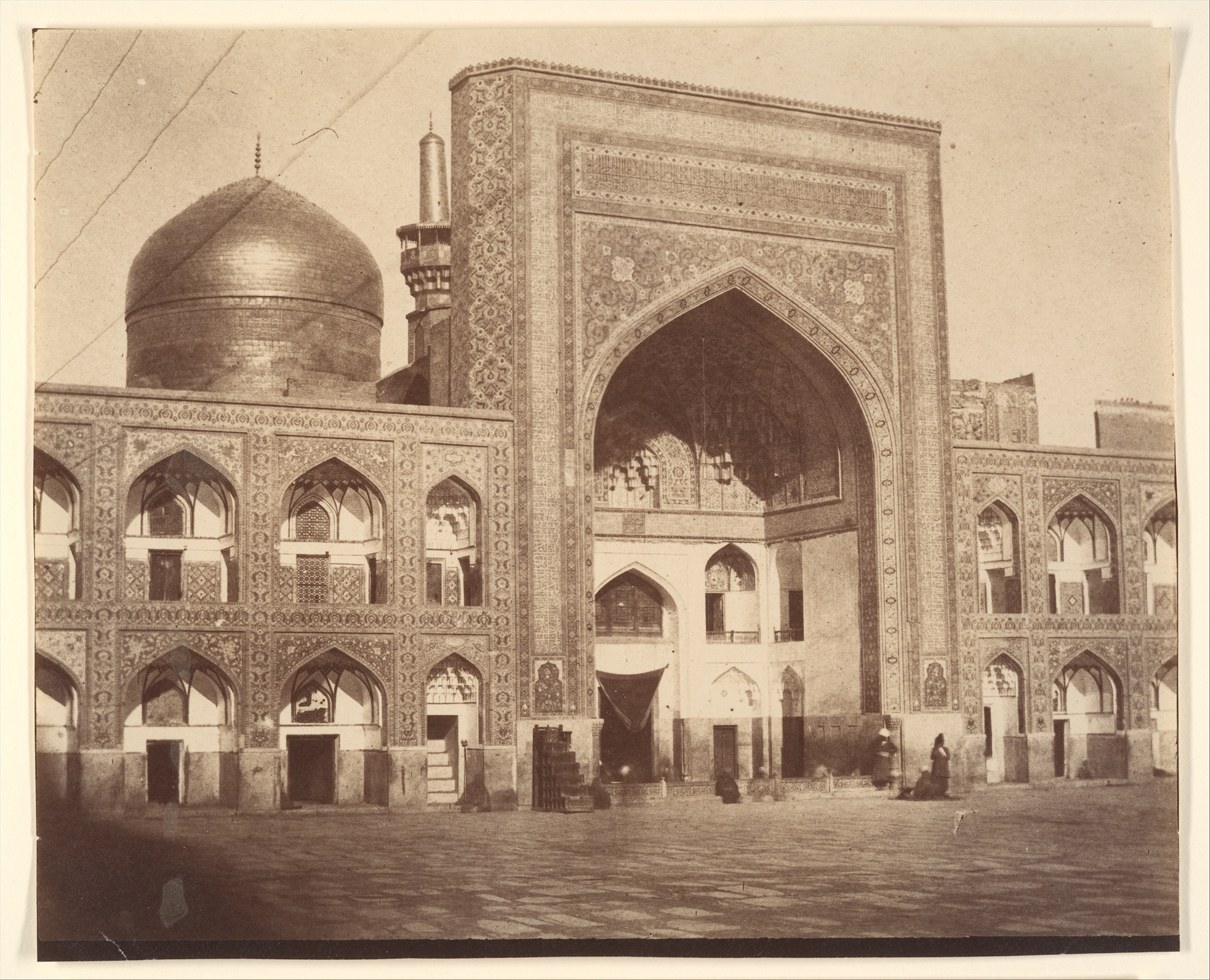
Porta principale del mausoleo dell'Imam Riza, Mashhad, Iran-1850. Foto, probabilmente di Luigi Pesce (1818-1891)

Con l'emergere della dinastia safavide, nel 1501, e la loro dichiarazione della corrente sciita imamita come religione di stato, Mashhad raggiunse l'apice del suo sviluppo e divenne presto uno dei maggiori siti di pellegrinaggio. Tuttavia, poiché il Khorasan era una provincia di confine dell'Impero Safavide, Mashhad subì ripetute invasioni e periodi di occupazione da parte dei khan uzbeki: Muhammad Khan, ʿAbdullāh Khān Shaybāni, Muḥammad Sulṭān e soprattutto ʿAbd al-Muʾmin Khān. Queste invasioni continuarono fino al 1586/996 A.H., sotto il regno di Shāh Abbas I, che alla fine cacciò gli Uzbeki dal Khorasan.
Il Saḥn ʿAtīq (Antica corte) fu esteso ai tempi di Shāh ʿAbbās I e durante l'era dei Safavidi furono fatti grandi sforzi per il suo ulteriore miglioramento. Shāh Ṭahmasp iniziò a riparare e dorare il minareto vicino alla cupola e, nel 1525, le piastrelle preziose che ricoprivano la cupola furono trasformate in mattoni rivestiti d'oro. Dopo essere stati saccheggiati durante l'invasione uzbeka di ʿAbd al-Muʾmin Khān, i mattoni rivestiti d'oro furono ricostruiti da Shah 'Abbas nel 1601. Shāh ʿAbbās iniziò anche a costruire i portici settentrionali, stanze, camere, facciate, nonché i portici orientali e occidentali. Si dice che il Mulla Muḥsin Fayḍ Kashāni abbia ordinato di fondare il portico del Tawḥīd Khāna nella parte nord del Santuario. Il portico di Allāhverdikhān, il portico nella parte nord della Dār al-Ziyāfa (sala di accoglienza) e il portico del Hatam Khāni, furono tutti costruiti al tempo dei grandi principi safavidi, Allahverdikhan e Hatam Beq Ordubadi.
Shāh ʿAbbās II ordinò di riparare e piastrellare il Saḥn ʿAtīq e Shāh Sulaymān ordinò anche la riparazione della cupola del Santuario che era stata danneggiata da un terremoto; ciò si trova testimoniato in un'iscrizione. Ordinò anche di istituire diverse madrase (scuole islamiche). Il portico settentrionale della Moschea Goharshad, l'ingresso del Santuario, insieme alla muṣallā (luogo di preghiera) situato al Payin Khiyaban (via inferiore) vennero riparati e piastrellati da un abile muratore di Esfahan, chiamato Ustad Shujaʿ.

### Epoca afsharide e qajar

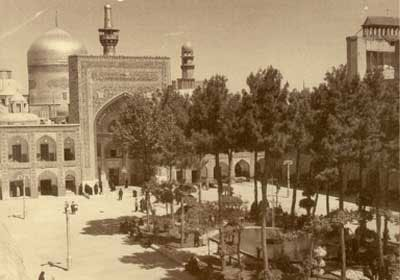
Il giardino principale del complesso nel 1910

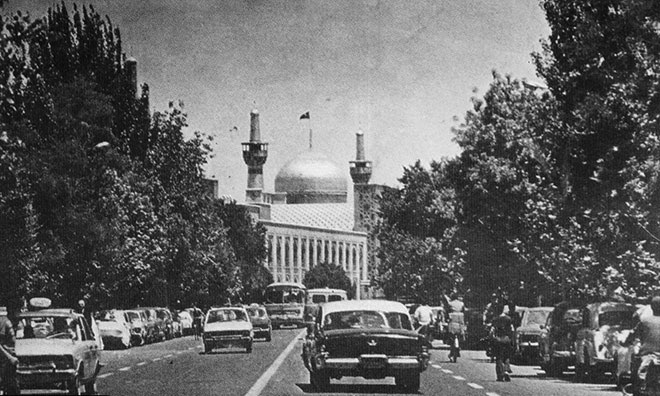
Vista del Santuario da via Teheran, 1956

Nadir Shāh Afshar (nato 1688, regnante 1736-1747 ) e gli Shāh Qājār, che governarono la Persia dal 1789 al 1925, fecero decorare, abbellire e ampliare i diversi cortili (Saḥn), i portici (Rīwāq) e altri luoghi del santuario. Il portico d'oro del Saḥn ʿAtīq e il suo minareto furono riparati e dorati, il minareto del portico nord fu eretto e decorato e lo Sangab (un recipiente o contenitore fatto di un unico blocco di marmo) nell'Ismāʿīl Talaʾī Saqqa Khana (una fonte pubblica di acqua potabile) fu costruito accanto al Saḥn ʿAtīq. Tutto ciò accadde durante il regno di Nadir Shah Afshar.
Ci furono anche alcuni miglioramenti nel complesso del Santuario durante la dinastia Qajar, tra cui la creazione di un nuovo cortile e la doratura del portico, entrambi iniziati durante il regno di Fath-Ali Shah e finiti durante quello di Naser al-Din Shah. Il portico e la facciata settentrionale di Saḥn ʿAtīq, come scritto nell'iscrizione alla sua sommità, furono anch'essi riparati durante il dominio di Moḥammad Shāh Qājār. Tawḥīd Khāna fu riparato nel 1859 al tempo della custodia di ʿAḍud al-Mulk. Nel 1858 fece decorare le piastrelle del Santuario con piccoli specchi. Anche Naser al-Din Shah aveva fatto realizzare mattoni rivestiti d'oro sulle pareti del portico occidentale del nuovo cortile e il soffitto a forma di stalattite. Così venne chiamato "Portico di Nasir". Durante la monarchia di Moẓaffar al-Dīn Shāh vi furono anche alcune riparazioni in entrambi i cortili, quello vecchio e quello nuovo.
In seguito al colpo di Stato del dicembre 1911, l'artiglieria russa bombardò i rivoluzionari che si erano rifugiati nel santuario. L'intero complesso fu gravemente danneggiato nel 1911, ma fu riparato di nuovo dopo un po' da Saddām Ḥusayn Mīrzā Nayyir al-Dawla, governatore del Khorasan.

### Era moderna

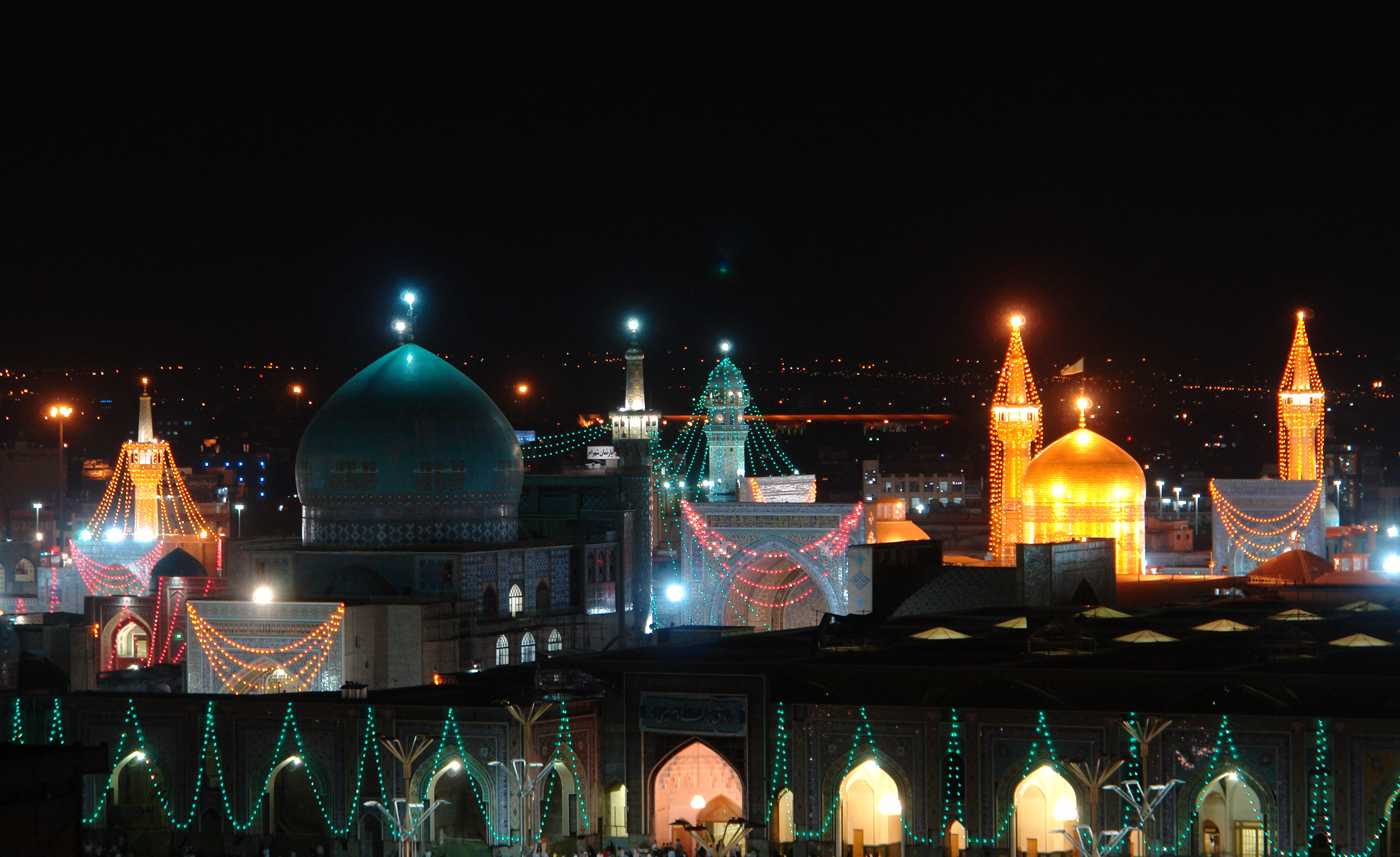
Il santuario dell'Imam Reżā di notte, 2012

Una vista dell'interno del santuario

Ci furono alcuni cambiamenti essenziali attorno al complesso nel 1928, quando fu istituito il Falakah, uno spazio aperto a forma circolare con il raggio di 180 metri dalla cima della Cupola. Quindi venne iniziata la costruzione del museo, la biblioteca e la sala per le cerimonie. La vecchia Falakah fu estesa fino a un raggio di 620 metri prima della vittoria della Rivoluzione islamica, e una parte importante della struttura storica del sacro monumento fu demolita senza considerare la sua antichità ed eleganza.
Il 13 luglio 1935/11 Rabīʿ al-thānī 1354 A.H., durante la ribellione della moschea di Goharshad, le forze armate di Reżā Shāh (regnante 1925-1941), il fondatore della dinastia Pahlavi, invasero il santuario e massacrarono coloro che si erano radunati all'interno della moschea. La gente stava protestando contro la legge di Reza Shah che vietava l'uso del Hijab (velo) alle donne. Durante i giorni della Rivoluzione iraniana, il 21 novembre 1978, le truppe di Moḥammad Reżā Shāh uccisero un gran numero di persone all'interno del santuario.
Il santuario è raffigurato sul retro della moneta iraniana da 100 rial, emessa dal 2004.

## Descrizione

### Cortili (Sahn)

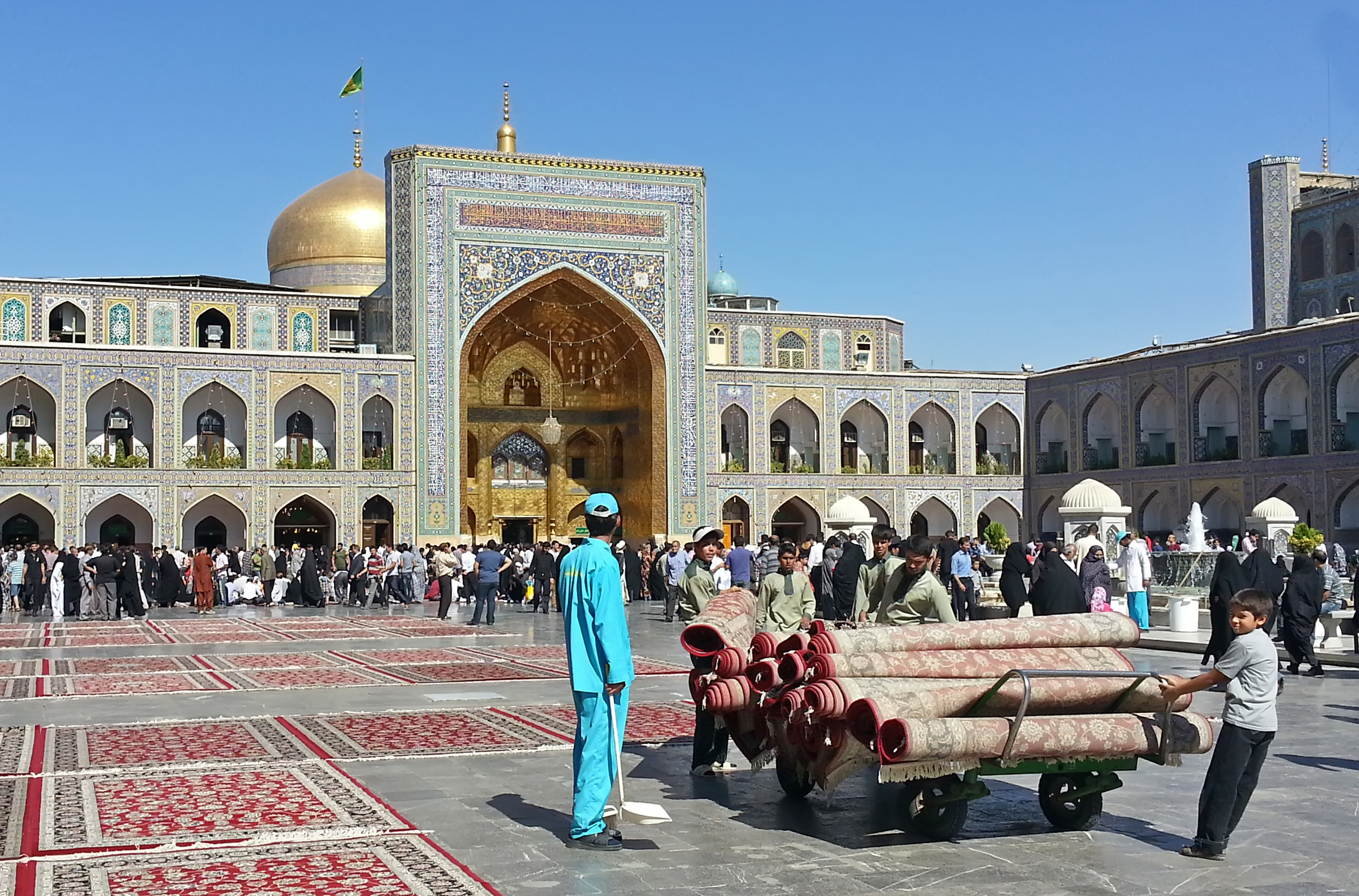
Volontari che sistemano tappeti nella moschea Imam Reżā per le preghiere pomeridiane

Il complesso contiene un totale di sette cortili, che coprono un'area di oltre 331,578 m2  : I cortili contengono anche un totale di 14 minareti, e 3 fontane.
| Nome                               | Immagini | Area (m2) | Pertinenze                           |
| ---------------------------------- | -------- | --------- | ------------------------------------ |
| Cortile della Rivoluzione          |          |           | Quattro balconi, finestra in acciaio |
| Cortile della libertà              |          | 4.600     | Veranda d'oro                        |
| Cortile della moschea di Goharshad |          |           |                                      |
| Cortile Quds                       |          | 2.500     |                                      |
| Cortile della Repubblica islamica  |          | 10.000    | Due minareti                         |
| Grande cortile Razavi              |          |           |                                      |
| Cortile di Gadeer                  |          |           |                                      |

### Sale
Dai cortili, dei corridoi esterni, che prendono il nome da studiosi, conducono alle aree interne della moschea. Sono chiamati Bast (Santuario), poiché dovevano essere una protezione per le aree del santuario:
- Bast Shaykh Tūṣi - conduce alla Biblioteca centrale
- Bast Shaykh Tabarsi
- Bast Shaykh Ḥurr ʿAmeli
- Bast Shaykh Baha'i

I corridoi conducono verso un totale di 21 sale interne (Riwaq) che circondano la camera funeraria di ʿAlī al-Reżā. Adiacente alla camera funeraria si trova anche una moschea risalente al X secolo nota come Moschea Bala-e-Sar.

### Moschea Goharshad

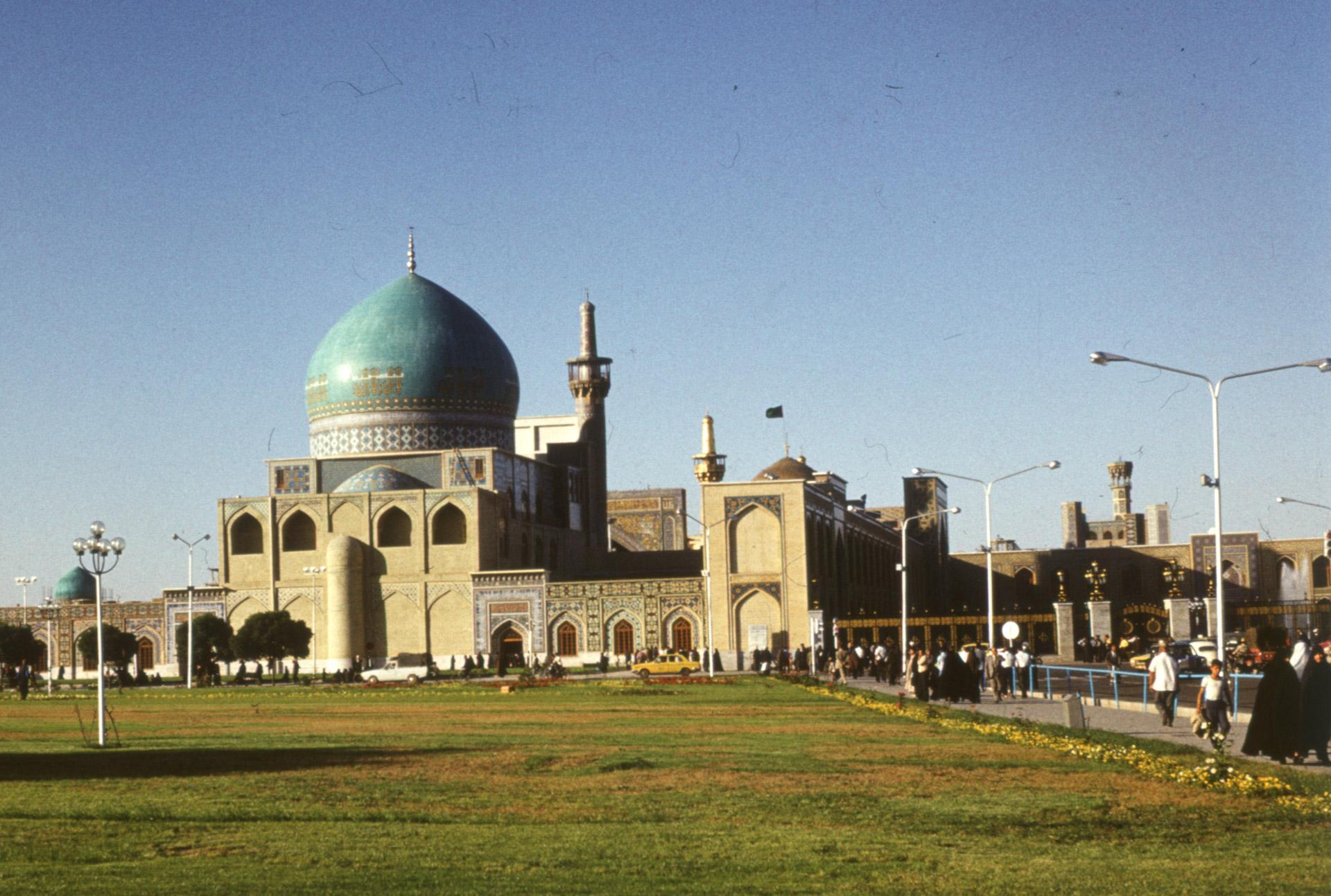
Moschea di Goharshad nel 1976

Questa moschea è una delle più rinomate in Iran ed è adiacente al Santuario dell'Imam Reżā. Fu costruita per ordine di Goharshad Begum, moglie di Shāhrukh Mirza, secondo Sultano timuride, figlio e successore di Tamerlano. Ha una superficie di 9.410 metri quadrati e comprende un cortile, quattro portici e sette grandi sale di preghiera. Due minareti, ciascuno alto 40 metri, si trovano su entrambi i lati del portico detto Maqsūre. C'è un'iscrizione a sinistra sul margine del portico scritta da Beysunkur, uno dei migliori calligrafi dell'epoca. Il pulpito di Ṣāḥib-al-Zamān è nel portico Maqsūre. Fu costruito con legno di noce e senza l'utilizzo di ferro o chiodi. Questa moschea ha una biblioteca pubblica ricca di 34.650 volumi.

### Tomba di ʿAli al-Reżā
Si trova sotto la cupola dorata (il simbolo più importante della città di Mashha, alta 31,20 metri) ed è circondata da diversi portici che portano ciascuno un nome diverso. Artisti esperti hanno fatto del loro meglio nella creazione di questo luogo. È di forma quadrata e circa 135 metri quadrati sono stati aggiunti alla sua area dopo i lavori di ampliamento. Le pareti sono ricoperte di marmo fino all'altezza di venti centimetri e i successivi novantadue centimetri sono coperti da preziose piastrelle conosciute come "piastrelle Sultan Sanjari". Su queste tessere sono stati scolpiti versetti coranici e ḥadīth dell'Ahl al-Bayt. L'importante iscrizione scritta attorno alle pareti è larga ottanta centimetri e fu disegnata da Reza Abbasi, il famoso calligrafo del periodo safavide ed è una trascrizione della Sura Jumaʿ del Corano.

### Musei
Ci sono due musei nel recinto del Santuario. Il Museo Astan Quds e il Museo del Corano. Il museo Astan Quds è uno dei musei più ricchi e raffinati dell'Iran. L'edificio si trova nel quartiere orientale detto Sahne Imam Khomeini e vicino a piazza Haram al-Reżā. Alcuni dei suoi oggetti risalgono al VI secolo del calendario islamico. La collezione di tappeti e coperture dorate per la tomba sono tutti pezzi unici e risalgono all'XI e al XIII secolo. Alcune iscrizioni eseguite da Reżā ʿAbbāsi sono tra gli oggetti di maggior valore. Tra le opere d'arte uniche del museo c'è la prima pietra tombale dell'Imam, la cui iscrizione è stata scolpita con scrittura in rilievo cufica nel 1122/516 A.H. Anche il museo del Corano si trova nelle vicinanze del museo Astan Quds. Contiene preziosi manoscritti del Corano attribuiti ai Santi Imam e alcuni manoscritti decorati. Fu aperto nel 1944/1364 A.H. Il manoscritto più antico attribuito al Santo Imam è in caratteri cufici su pelle di cervo e risale al I secolo del calendario islamico.

### Altri componenti storici
A causa dello storico passato del santuario dell'Imam Reżā, vi è una raccolta di oggetti storici come; Minareti, Naqqare Khne (luogo della musica), Saqqa Khne (luogo pubblico per bere), Saʿat (orologio), Dār al-Ḥoffāẓ (luogo dei recitatori coranici), Towḥīd Khāne (luogo dell'Unità divina), Dār al-Siyāda, Moschea Bala-Sar, Dār al-Raḥma (portico; lett. "Sede della misericordia divina)), Allāhverdi Khān (cupola), Hatam Khāni (cupola), Cupola dorata e Astan Quds Mehmansara.

## Sepolture importanti
- Imām Reżā (765-818) - 8º Imam (798–818)
- Sheykh-e Bahāʾi (1547–1621) - studioso coranico
- Allāhverdi Khān (1560 ca.-3 giugno 1613) - generale iraniano di origine georgiana
- Ḥorr-e ʿAmeli (1624-1693) - studioso coranico
- ʿAbdollāh Musāvi Shīrāzi (1892-1984) - Marja' al-taqlid (Grand Ayatollah)
- Manouchehr Eghbāl (1909-1977) - Primo ministro (1957-1960) e CEO della NIOC
- Gholāmreza Ghodsi (1925-1989) - poeta
- ʿAbbās Vāʾez Tabarsi (1935-2016) - grand Imam della moschea e presidente del consiglio di sorveglianza di Astan Quds Rażāvi (1979-2016)
- Hārūn al-Rashīd (763-809) - califfo Abbaside (786-809)

## Galleria d'immagini

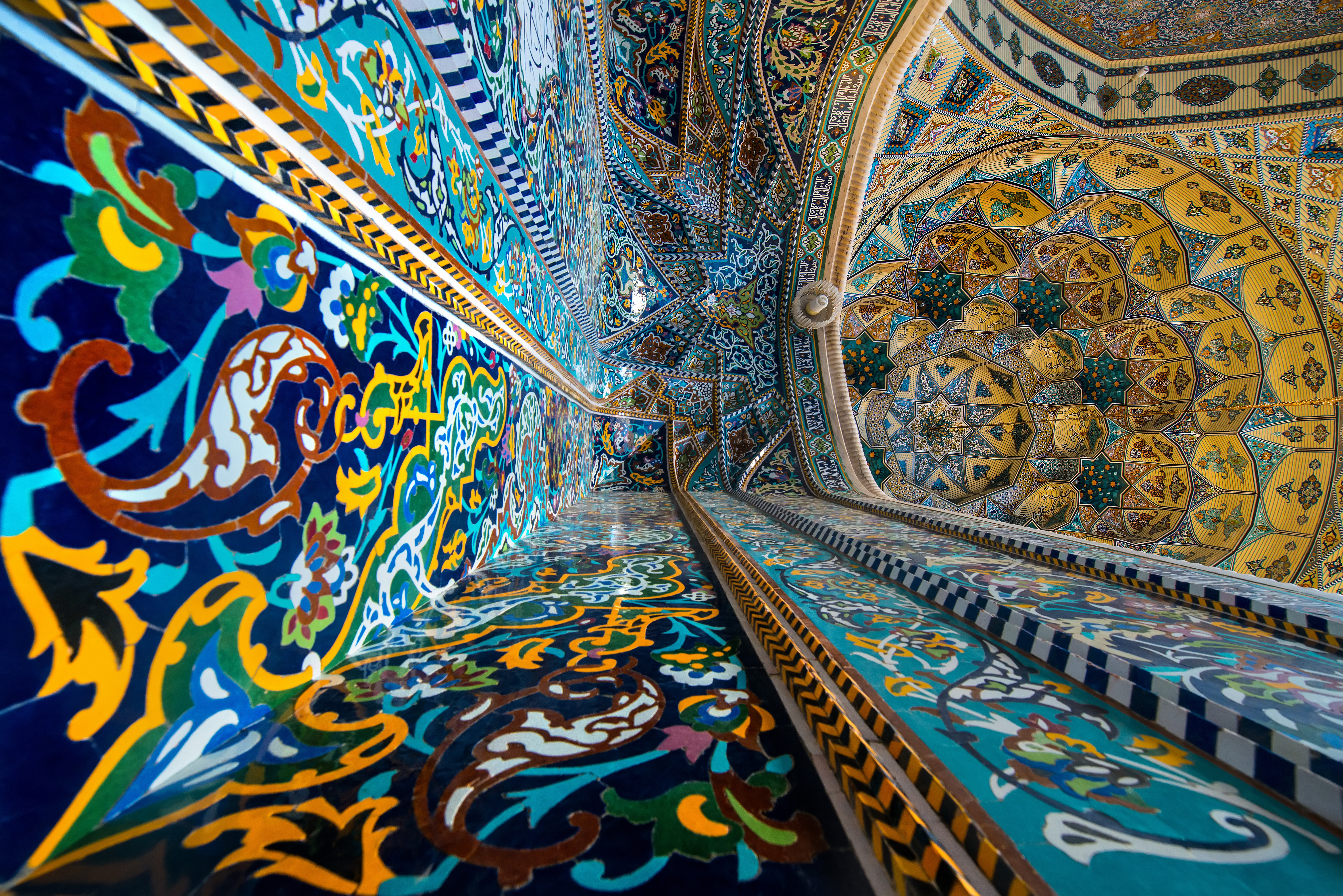
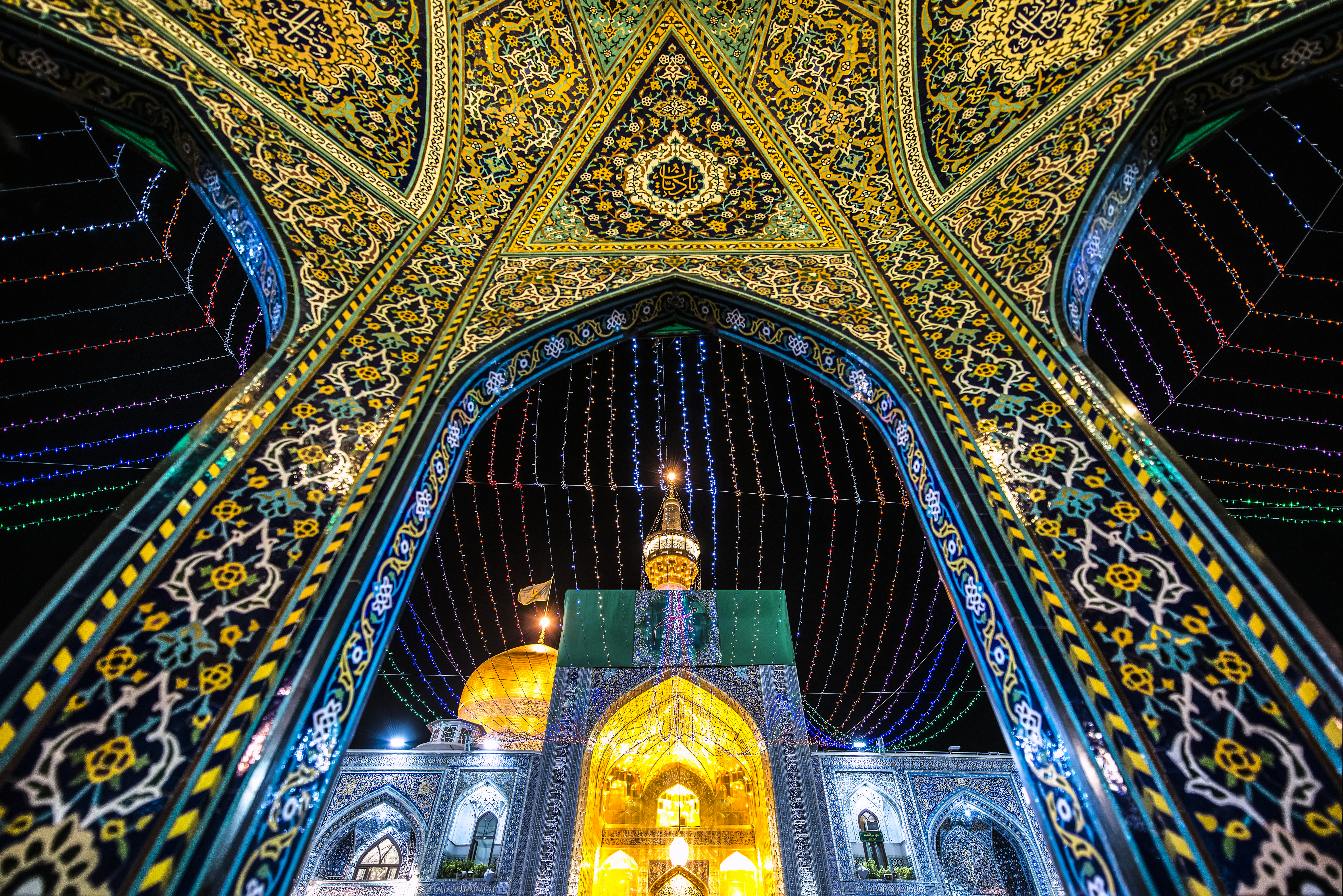
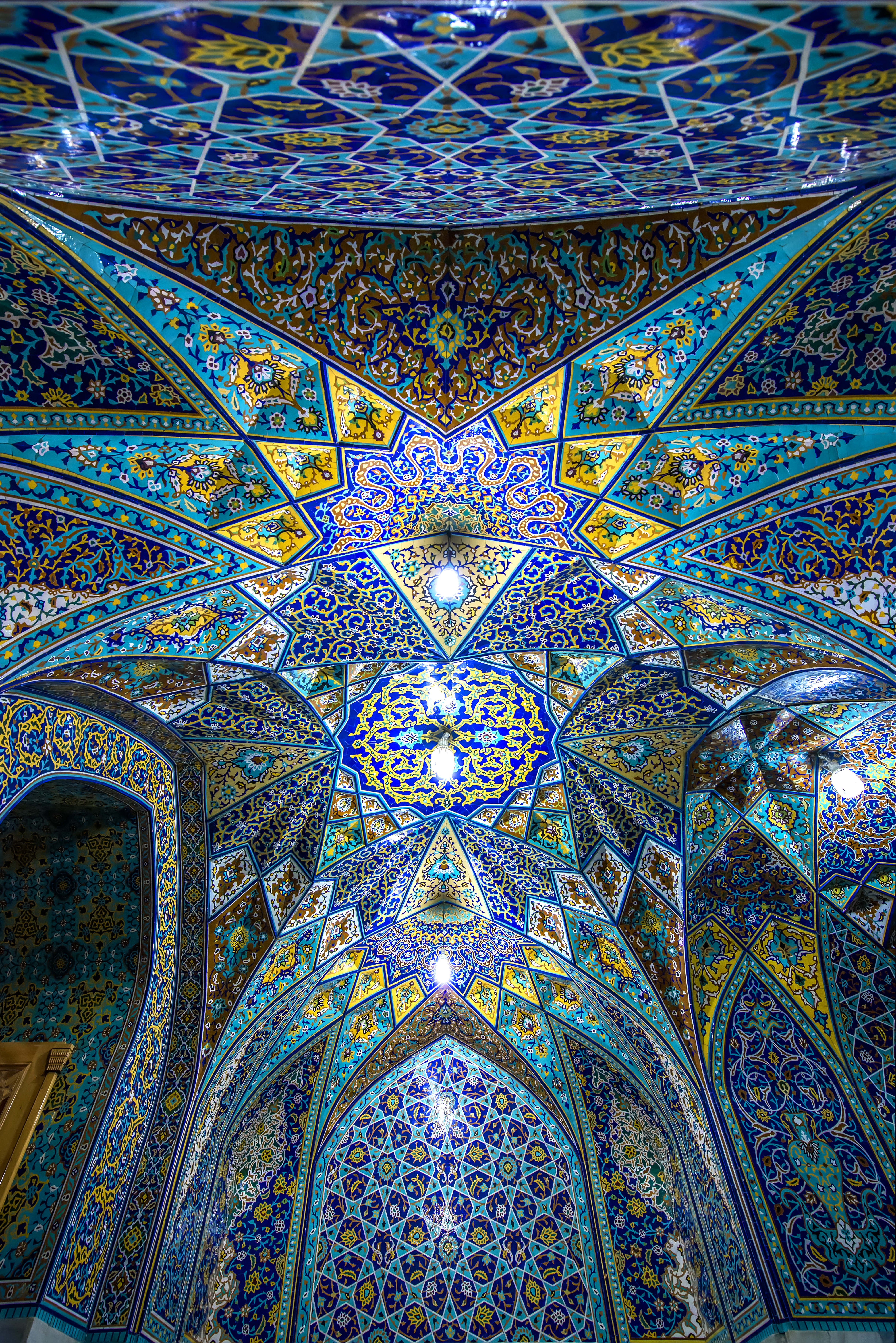